# Geoffrey Leech
Geoffrey Leech (* 16. Januar 1936 in Gloucester, Gloucestershire, England; † 19. August 2014 in Lancaster, Lancashire, England) war ein britischer Philologe und Sprachwissenschaftler. Er war von 1974 bis 2002 Professor für Sprachwissenschaften und Moderne Englische Sprache an der Universität Lancaster. Danach widmete er sich der Erforschung der englischen Sprache. Seit 2002 war er emeritierter Professor der Sprachwissenschaften an der Universität Lancaster.

## Leben und Werk

### Hauptinteresse
Hauptsächlich beschäftigte sich Leech mit der Semantik, der Pragmatik, der Stilistik, der Korpusanalyse und der Analyse der englischen Sprache durch den Gebrauch von Computern. Nach einer Pause von 20 Jahren forschte er auch wieder aktiv im Bereich der Pragmatik. Laut ihm existiert ein Höflichkeitsprinzip mit dialogorientierten Maximen, ähnlich denen, die Paul Grice ausformuliert hat. Seit dem Jahr 2005, in dem er mit seinem Kollegen Mick Short den PALA 25 (PALA = Poetic and Linguistic Association) Preis für ihr Buch Style and Fiction (Longman, 1981) gewann, beschäftigte er sich wieder mehr mit der Stilistik. Vor einigen Jahren, 2007, brachten die beiden Autoren eine zweite Ausgabe von Style and Fiction heraus.

### Werdegang und akademische Grade
Leech studierte von 1955 bis 1968 am UCL (University College London), wo er von 1962 bis 1965 zugleich als Lehrbeauftragter und von 1965 bis 1969 als Dozent für Englisch angestellt war. Am UCL erwarb er folgende Abschlüsse: B.A. (1959), M.A. (1963), Ph.D. (1968). Außerdem erhielt Leech folgende akademische Grade: Fil.Dr. (Ehrendoktorwürde), Universität Lund (1987), Hon.D.Litt., Universität Wolverhampton (2002), D.Litt., Universität Lancaster (2002).
Im Jahr 1969 wechselte Leech an die Universität Lancaster, um dort bis 1974 als Lector und von 1974 bis 1996 als Professor für Sprachwissenschaften und die Moderne Englische Sprache angestellt zu sein. Ab dem Jahr 1996 befasste er sich, weiterhin im Auftrag der Universität Lancaster, als Research Professor in English Linguistics mit der Erforschung der englischen Sprache. Seit 2002 war Leech dort Professor emeritus für englische Sprachwissenschaft.

## Mitgliedschaften
Geoffrey Leech war auch Mitglied zahlreicher Organisationen:
- der British Academy (seit 1987)
- der Academia Europaea (seit 1989)
- der UCL (seit 1989)
- der Norske Videnskaps-Akademi (seit 1993)
- Hon. Professor der Pekinger Fremdsprachenuniversität (seit 1994)

## Veröffentlichungen
Geoffrey Leech schrieb, war Mit-Autor oder Mit-Editor von 29 Büchern und weit mehr als 100 Artikeln, u. a. schrieb er mit bei A Grammar of Contemporary English von Quirk und Greenbaum.
Hier einige aufgelistete Werke:
- English in Advertising: A Linguistic Study of Advertising in Great Britain (1966)
- A Linguistic Guide to English Poetry (1969)
- Meaning and the English Verb (1971, zweite Auflage 1987; dritte Auflage 2004)
- Semantics(1974; 2te Auflage 1981)
- A Communicative Grammar of English (mit J. Svartvik) (1975, zweite Auflage 1994, dritte Auflage 2002)
- Style in Fiction: A Linguistic Introduction to English Fictional Prose (mit M. Short) (1981; zweite Auflage 2007)
- Principles of Pragmatics (1983)
- A Comprehensive Grammar of the English Language (mit R. Quirk, S. Greenbaum und J. Svartvik) (1985)
- Spoken English on Computer: Transcription, Mark-up and Application (mit G. Myers und J. Thomas) (1995)
- Corpus Annotation: Linguistic Information from Computer Text Corpora (mit R. Garside und T. McEnery) (1997)
- Longman Grammar of Spoken and Written English (mit D. Biber, S. Johansson, S. Conrad und E. Finegan) (1999)
- An A-Z of English Grammar and Usage (mit B. Cruickshank und R. Ivanic) (2001)
- Word Frequencies in Written and Spoken English: based on the British National Corpus (mit P. Rayson und A. Wilson) (2001)
- Longman Student Grammar of Spoken and Written English (mit D. Biber und S. Conrad) (2002)
- A Glossary of English Grammar (2006)
- English – One Tongue, Many Voices (mit J. Svartvik) (2006)
- Language in Literature: Style and Foregrounding (2008)
- Change in Contemporary English: A Grammatical Study (mit M. Hundt, Ch. Mair und N. Smith) (2009)